# Warhead
Warhead – grupa muzyczna wykonująca narodowosocjalistyczny black metal. Powstała w 2000 roku z inicjatywy Olafa Jasińskiego znanego z występów w grupie Honor oraz Knjaza Varggotha lidera formacji Nokturnal Mortum. Grupa została rozwiązana wkrótce po wydaniu trzeciego albumu pt. Bloodthunder (2006).

## Dyskografia
- Warhead (EP, 2000, Strong Survive)
- Defenders of the Blood (2001, Ultima)
- Aryan Nation's Rebirth (2003, Ultima)
- Explosion (2004, Eastside Records, split z Infernal War)
- Bloodthunder (2006, Eastside Records)